# Echeveria compressicaulis
Echeveria compressicaulis ist eine Pflanzenart aus der Gattung der Echeverien (Echeveria) in der Familie der Dickblattgewächse (Crassulaceae).

## Beschreibung
Echeveria compressicaulis wächst mit ausgebreiteten bis aufsteigenden und bis zu 20 Zentimeter langen Trieben. Sie erreichen etwa 9 mm im Durchmesser und erscheinen durch verlängerte, rautenförmige und abgeflachte Flächen um jede Blattnarbe unregelmäßig zusammengedrückt und kantig. Die oft zerstreuten oder etwas rosettig an den Triebspitzen stehenden Blätter sind elliptisch-eiförmig und fast spitz. Die Oberseite der Blätter ist durch die Abdrücke der jüngeren Blätter unregelmäßig geformt. Die bräunlich grünen bis purpurgrünen Blätter werden etwa 4 bis 4,8 Zentimeter lang, 1,2 bis 1,8 Zentimeter breit und 7 bis 9 Millimeter dick. 
Der allseitswendig traubige Blütenstand wird 15 bis 20 Zentimeter lang und ist in seiner Achse ähnlich den Trieben zusammengedrückt. Der Blütenstiel wird selten 3, in der Regel 7 bis 17 Millimeter lang. Die ausgebreiteten Kelchblätter sind 4,5 Millimeter lang. Die urnenförmige bis breit röhrige, orangegelbe Blütenkrone ist 5-kantig und wird 9 Millimeter lang. Sie ist an der Basis 10 Millimeter und an der Mündung 4 Millimeter breit. Die Ränder der Kronblätter sind heller gefärbt.
Die Chromosomenzahl beträgt 2n = 84.

## Verbreitung und Systematik
Echeveria compressicaulis ist weit in Venezuela im Bundesstaat Mérida verbreitet.
Die Erstbeschreibung erfolgte 2002 durch Urs Eggli und Nigel Paul Taylor.

## Nachweise